# گینهارت
گینهارت (به آلمانی: Ginhart) یک منطقهٔ مسکونی در آلمان است که در منگکوفن واقع شده‌است. گینهارت ۲۸ نفر جمعیت دارد.